# Vlag van Stramproy

Vlag van Stramproy (1988-1998)

De vlag van Stramproy bestaat uit 5 horizontale banen van achtereenvolgens zwart, geel, rood, wit en blauw, die zich in hoogte verhouden als 1:1:2:1:1. De middelste rode baan is dus tweemaal zo hoog als de andere banen. De vlag is bij raadsbesluit aangenomen op 27 september 1988 en bleef in gebruik tot aan de opheffing van de gemeente in 1998, waarbij de gemeente opging in Weert.

## Geschiedenis
Stramproy kreeg in 1938 een gemeentevlag, die in 1988 is vervangen door een nieuwe vlag.

### Eerste vlag

Vlag van Stramproy (1938-1988)

De eerste vlag was gebaseerd op de defileervlag die de afgevaardigden van de gemeente meedroegen tijdens het defilé in Amsterdam op 6 september 1938 ter gelegenheid van de viering van het veertigjarig regeringsjubileum van koningin Wilhelmina. Hoewel deze vlaggen uitsluitend voor deze gelegenheid waren ontworpen hebben diverse gemeenten, waaronder Stramproy, de vlag sindsdien als gemeentevlag gebruikt. In dit geval gedurende een periode van vijftig jaar.
De vlag was vierkant en was verdeeld in vijf banen van gelijke hoogte in de kleuren rood, wit, zwart, geel en blauw. Dit waren de kleuren die voor het defilé waren vastgesteld voor de provincie Limburg. In het kanton was een eveneens vierkant veld aangebracht met daarin de tekening zoals die op het schild van het gemeentewapen was afgebeeld, in de bijbehorende kleuren. Elke gemeente zonder eigen vlag kreeg een vlag toebedeeld die op deze wijze was samengesteld.

### Tweede vlag
Burgemeester Frans Beckers ontwierp de nieuwe vlag en diende zijn ontwerp in met de volgende toelichting:
- De vijf banen verwijzen naar de vijf "rotten" waaruit Stramproy is ontstaan.
- De kleuren zijn die van de Belgische en de Nederlandse vlag. Dit verwijst naar de opsplitsing van het grondgebied van de gemeente tussen België en Nederland door het Verdrag van Londen in 1839. Van 1830 tot 1839 was de gemeente Belgisch.
- De middelste rode baan verwijst naar de naam "Rooj", zoals Stramproy in de streektaal wordt genoemd.[1]

## Verwant symbool

Het wapen van Stramproy

Ambt Montfort 
· Amby 
· Arcen en Velden 
· Baexem 
· Beegden 
· Belfeld 
· Bemelen 
· Berg en Terblijt 
· Bocholtz 
· Born 
· Broekhuizen 
· Cadier en Keer 
· Echt 
· Eijsden 
· Elsloo 
· Eygelshoven 
· Geleen 
· Grathem 
· Grubbenvorst 
· Haelen 
· Heel 
· Heel en Panheel 
· Heer 
· Helden 
· Herten
· Heythuysen 
· Hoensbroek 
· Horn 
· Horst 
· Hulsberg 
· Hunsel 
· Kessel 
· Klimmen 
· Limbricht 
· Linne 
· Maasbracht 
· Maasbree 
· Margraten 
· Meerlo-Wanssum 
· Meijel 
· Melick en Herkenbosch 
· Montfort 
· Munstergeleen 
· Neer 
· Nieuwenhagen 
· Nieuwstadt 
· Nuth 
· Ohé en Laak 
· Onderbanken 
· Ottersum 
· Posterholt 
· Roggel 
· Roggel en Neer 
· Schaesberg 
· Schinnen 
· Sevenum 
· Sint Odiliënberg 
· Sittard 
· Stevensweert 
· Stramproy 
· Susteren 
· Swalmen 
· Tegelen 
· Thorn 
· Ubach over Worms 
· Ulestraten 
· Urmond 
· Valkenburg-Houthem 
· Vlodrop 
· Wessem 
· Wittem